# V Paříži
V Paříži (v originále Dans Paris) je francouzský dramatický film z roku 2006, který režíroval Christophe Honoré podle vlastního scénáře. Snímek měl světovou premiéru na filmovém festivalu v Cannes dne 25. května 2006.

## Děj
Před rokem se pařížský fotograf Paul přestěhoval se svou přítelkyní Annou a jejím synem Loupem do domu na venkově, ale vztah se z Paulovy strany začne vyznačovat nedůvěrou a žárlivostí. Anna se od něj odstěhuje a Paul, v těžké depresi, se nastěhuje ke svému mladšímu bratrovi Jonathanovi a otci Mirkovi. Jonathanovi a Paulovi rodiče jsou rozvedení.
Den před Vánocemi musí být Jonathan na univerzitě. Snaží se Paula motivovat k nějakému pohybu a navrhne mu, ať jde do Le Bon Marché pěšky, že se tam spolu potkají. Jonathan však cestou potká ženu na skútru, se kterou se vyspí, později ještě svou bývalou přítelkyni Alici, se kterou také skončí v posteli, a další ženu v Bon Marché, která ho také svede. Mezitím Paul tráví čas bez zájmu ve své posteli a vyhodí svůj mobilní telefon, aby se mu  Jonathan nemohl dovolat. Otec Mirko se o Paula bezradně stará, koupí vánoční stromek a připraví mu oběd.
Pozdě odpoledne se objeví Paulova a Jonathanova matka, která se dozvěděla o Paulově špatném zdravotním stavu. Ale kvůli přípravě slepičí polévky dojde k hádce s jejím bývalým manželem Mirkem a ona ve spěchu opustí byt, aniž by zůstala na večeři.
Paul otci řekne, že den předtím v noci tajně odešel z domu a skočil z mostu do Seiny. Potom se vrátil domů a Jonathan ho našel ve vaně.
O něco později se objeví Alice. Chce mluvit s Jonathanem, který ještě nepřišel domů. Alice začne plakat a Paul se jí svěří. Vypráví jí o sestře Claire, která také často bezdůvodně plakala. Kvůli depresi si vzala život v 17 letech. Po rozhovoru s Alicí zavolá Paul Anně.
Alice čeká na Jonathana, který se konečně v noci vrací domů.

## Obsazení
| Romain Duris           | Paul                                |
| Louis Garrel           | Jonathan                            |
| Guy Marchand           | Mirko                               |
| Joana Preiss           | Anna                                |
| Alice Butaud           | Alice                               |
| Marie-France Pisier    | matka                               |
| Héléna Noguerraová     | žena na skútru                      |
| Judith El Zein         | žena, která si myslí, že bude pršet |
| Annabelle Hettmann     | žena v okně                         |
| Mathieu Funck-Brentano | muž s cigaretou                     |
| Lou Rambert Preiss     | Loup                                |

## Ocenění
- Nominace na cenu Confédération Internationale des Cinémas d’Art et d’Essai na filmovém festivalu v Cannes
- César: nominace na nejlepšího herce ve vedlejší roli (Guy Marchand)